# Riqui Puig
Ricard Puig Martí, detto Riqui (IPA: [riˈkaɾt ˈputʃ]; Matadepera, 13 agosto 1999) è un calciatore spagnolo, centrocampista dei LA Galaxy.

## Caratteristiche tecniche
Centrocampista molto dinamico e rapido, dotato di baricentro basso ed ottima tecnica, viene paragonato a Xavi, giocatore a cui ha dichiarato di ispirarsi fin da bambino.

## Carriera

### Club

#### Barcellona
Nato a Matadepera, muove i primi passi nel calcio nella squadra locale del Jàbac Terrassa, dove gioca dal 2008 al 2014, quando viene aggregato alla cantera del Barcellona. Dopo aver scalato le varie categoria del settore giovanile blaugrana, nel 2018 fa il suo esordio fra i professionisti con il Barcellona B, disputando l'incontro di Segunda División pareggiato 1-1 contro il Gimnàstic.
Nell'estate seguente viene incluso da Ernesto Valverde nella tournée estiva negli Stati Uniti e nel corso della stagione viene aggregato saltuariamente alla prima squadra. Utilizzato principalmente con il team B, nel frattempo retrocesso in Segunda División B, fa il suo esordio con i blaugrana il 5 dicembre in occasione dell'incontro di Coppa del Re vinto 4-1 contro il Leonesa. Sul finire della stagione esordirà anche in Primera División nel match pareggiato 0-0 contro l'Huesca del 13 aprile.
Nel gennaio 2020, dopo l'avvicendamento in panchina che ha portato Quique Setién alla guida del club catalano, è stato definitivamente promosso in prima squadra.. Chiude la stagione 2020-2021 con 24 presenze e un gol, di cui 4 presenze in UEFA Champions League.

#### LA Galaxy
Il 4 agosto 2022, è stato acquistato dagli statunitensi dei LA Galaxy. La sua tecnica e il talento brilla in Mls dove sigla record su record con goal e assist. Viene inserito tra i migliori giocatori del campionato 2023-2024 per la competizione di Mls all star game.
L'1 Giugno 2024 diventa ufficiale il suo prolugamento fino al 30 Giugno 2027 con i LA Galaxy.

### Nazionale
Ha rappresentato la nazionale Under-21 spagnola in 4 occasioni.

## Statistiche

### Presenze e reti nei club
Statistiche aggiornate al 1 dicembre 2024.
| Stagione            | Squadra             | Campionato          | Campionato | Campionato | Coppe nazionali | Coppe nazionali | Coppe nazionali | Coppe continentali | Coppe continentali | Coppe continentali | Altre coppe | Altre coppe | Altre coppe | Totale | Totale | Totale |
| Stagione            | Squadra             | Comp                | Pres       | Reti       | Comp            | Pres            | Reti            | Comp               | Pres               | Reti               | Comp        | Pres        | Reti        | Pres   | Reti   |        |
| ------------------- | ------------------- | ------------------- | ---------- | ---------- | --------------- | --------------- | --------------- | ------------------ | ------------------ | ------------------ | ----------- | ----------- | ----------- | ------ | ------ | ------ |
| 2017-2018           | Barcellona B        | SD                  | 3          | 0          | -               | -               | -               | -                  | -                  | -                  | -           | -           | -           | 3      | 0      |        |
| 2018-2019           | Barcellona B        | SDB                 | 32         | 0          | -               | -               | -               | -                  | -                  | -                  | -           | -           | -           | 32     | 0      |        |
| 2019-2020           | Barcellona B        | SDB                 | 21         | 2          | -               | -               | -               | -                  | -                  | -                  | -           | -           | -           | 21     | 2      |        |
| Totale Barcellona B | Totale Barcellona B | Totale Barcellona B | 56         | 2          |                 | -               | -               |                    | -                  | -                  |             | -           | -           | 56     | 2      |        |
| 2018-2019           | Barcellona          | PD                  | 2          | 0          | CR              | 1               | 0               | UCL                | 0                  | 0                  | -           | -           | -           | 3      | 0      |        |
| 2019-2020           | Barcellona          | PD                  | 11         | 0          | CR              | 4               | 0               | UCL                | 0                  | 0                  | SS          | -           | -           | 15     | 0      |        |
| 2020-2021           | Barcellona          | PD                  | 14         | 1          | CR              | 4               | 0               | UCL                | 4                  | 0                  | SS          | 2           | 0           | 24     | 1      |        |
| 2021-2022           | Barcellona          | PD                  | 15         | 1          | CR              | 1               | 0               | UCL+UEL            | 1+1                | 0                  | SS          | 0           | 0           | 18     | 1      |        |
| Totale Barcellona   | Totale Barcellona   | Totale Barcellona   | 42         | 2          |                 | 10              | 0               |                    | 6                  | 0                  |             | 2           | 0           | 60     | 2      |        |
| lug.-dic. 2022      | LA Galaxy           | MLS                 | 10+2       | 3          | USOC            | 0               | 0               | -                  | -                  | -                  | -           | -           | -           | 12     | 3      |        |
| 2023                | LA Galaxy           | MLS                 | 29         | 7          | USOC            | 3               | 1               | -                  | -                  | -                  | LC          | 2           | 1           | 34     | 9      |        |
| 2024                | LA Galaxy           | MLS                 | 29+4       | 13+4       | USOC            | -               | -               | -                  | -                  | -                  | LC          | 3           | 0           | 36     | 17     |        |
| 2025                | LA Galaxy           | MLS                 | -          | -          | USOC            | -               | -               | CCC                | -                  | -                  | LC          | -           | -           | -      | -      |        |
| Totale LA Galaxy    | Totale LA Galaxy    | Totale LA Galaxy    | 74         | 27         |                 | 3               | 1               |                    | -                  | -                  |             | 5           | 1           | 82     | 29     |        |
| Totale carriera     | Totale carriera     | Totale carriera     | 172        | 31         |                 | 13              | 1               |                    | 6                  | 0                  |             | 7           | 1           | 198    | 33     |        |

## Palmarès

### Club

#### Competizioni giovanili
- UEFA Youth League: 1

Barcellona: 2017-2018

#### Competizioni nazionali
- Campionato spagnolo: 1

Barcellona: 2018-2019
- Coppa di Spagna: 1

Barcellona: 2020-2021
- Campionato MLS: 1

LA Galaxy: 2024

### Individuale
- MLS Best XI: 1

2024